# Săn giày
Sneakerhead được hiểu là một người chuyên sưu tầm, trao đổi hoặc bày tỏ sự ngưỡng mộ dành cho sneaker như là một sở thích. Một sneakerhead có cũng thường có kinh nghiệm trong việc phân biệt giữa các loại giày thật và giày nhái. Việc sưu tầm sneaker là một sở thích gắn liền với việc sử dụng và thu thập các mẫu giày chuyên sử dụng cho việc chơi thể thao, đặc biệt là bóng rổ và trượt ván.
Sự ra đời của văn hóa sneakerhead ở Hoa Kỳ xuất hiện vào những năm 1980 và có thể đến từ hai lý do chính: bóng rổ, cụ thể là sự xuất hiện của Michael Jordan và dòng giày Air Jordan cùng tên được phát hành vào năm 1985 và cùng với đó là sự phát triển của dòng nhạc hip hop. Sự bùng nổ của những mẫu giày bóng rổ đặc trưng trong giai đoạn này đã mang đến sự đa dạng cần thiết để tạo ra sự khởi đầu của một nền văn hóa sưu tập, trong khi đó phong trào hip-hop đã giúp cho những đôi giày thể thao được các thanh niên đường phố ưa thích và tin tưởng, họ coi đó là một biểu tượng cho phong cách và lối sống của mình.

## Phong cách và marketing

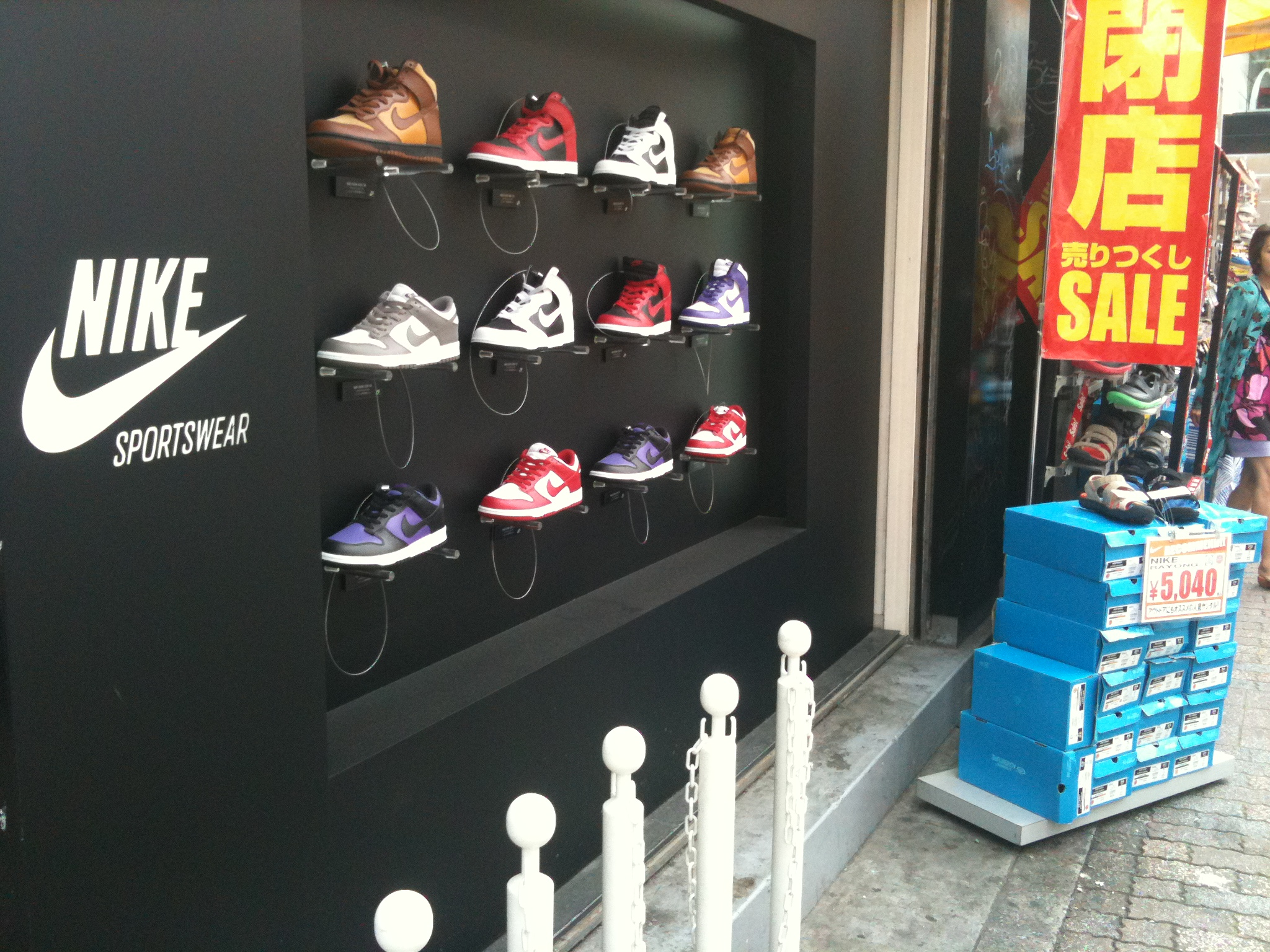
Cửa hàng trưng bày những mẫu sneaker mới của Nike.

Nhiều thương hiệu và dòng giày nổi tiếng đã trở thành những món đồ sưu tầm không thể thiếu tạo nên nền tiểu văn hóa sneakerhead. Những bộ sưu tập nổi tiếng có thể kể đến Air Jordan, Air Force One, Nike Dunks, Nike Skateboarding (SB), Nike Foamposites, Nike Air Max, ngoài ra, còn có một số dòng giày gần đây như Nike Air Yeezy và Adidas Yeezy. Những đôi giày có giá trị cao thường nằm trong các phiên bản giới hạn hoặc độc quyền. Bên cạnh đó, một số loại phối màu cũng có thể trở nên hiếm hơn so với những màu sắc khác dù là cùng một mẫu giày, do đó khiến giá của đôi giày tăng cao hơn. Gần đây, những mẫu giày được thiết kế tùy theo ý thích (custom) hoặc những đôi giày được vẽ thêm họa tiết bằng tay cũng dần trở nên phổ biến hơn.
Nike, Adidas, New Balance và Reebok cũng thành lập các cửa hàng cho phép người dùng được lựa chọn bất cứ loại màu sắc, ký tự hoặc chất liệu nào họ thích để thiết kế cho những đôi giày của mình.
Nike tiếp tục sử dụng các ngôi sao bóng rổ để quảng bá cho những mẫu sneaker của mình. Vào năm 2011, mẫu giày Zoom Hyperdunk được vận động viên Blake Griffin giới thiệu (thuộc câu lạc bộ Los Angeles Clippers, giành giải NBA Rookie of the Year tại mùa giải NBA 2010-2011). Nike cũng tuyển những người nổi tiếng bên ngoài lĩnh vực thể thao để thiết kế và quảng bá các dòng giày mới của mình. Một ví dụ tiêu biểu là mẫu giày Nike Air Yeezy, được thiết kế bởi rapper Kanye West và ra mắt vào năm 2009, sau đó là Nike Air Yeezy II, ra mắt vào năm 2012.
Bộ môn trượt ván, kể từ khoảng năm 2005 cũng đã trở thành một nhân tố quan trọng đóng góp vào sự phát triển của việc sưu tầm giày, đặc biệt với những mẫu giày như Nike SB và Supra dành riêng cho người chơi môn thể thao này. Những mẫu giày nổi tiếng nhất trong dòng thương hiệu Jordan có thể kể tới Jordan 1, 3, 4,11 và 13.

## Tiểu văn hóa Sneakerhead

### Thuật ngữ của giới sneakerhead

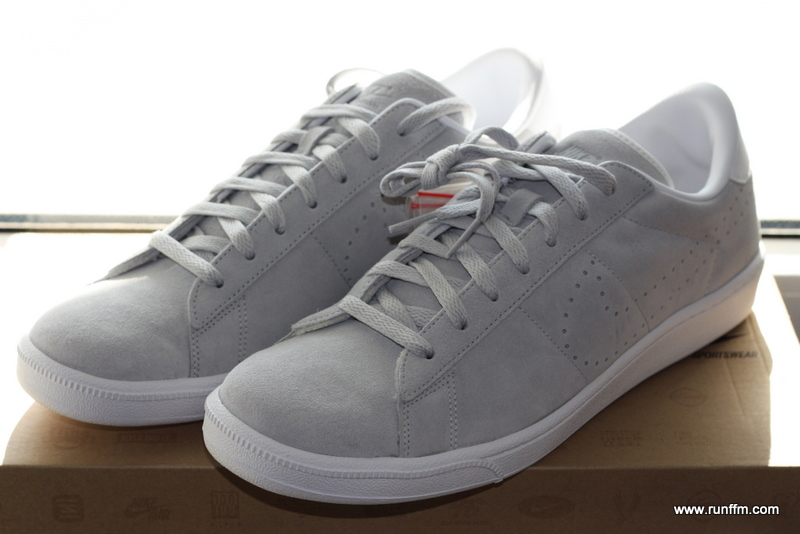
Một đôi giày thấp cổ màu xám "tonal" của Nike

Trong suốt thập niên 2010, các sneakerhead trẻ tuổi đã bị ảnh hưởng khá nhiều từ phong cách thời trang hip hop và nền tiểu văn hóa trượt ván và dần dần phát triển nên những nét riêng biệt của riêng họ. Những từ thông dụng được sử dụng trong thời gian này bao gồm:
- "A.C.G" - All Conditions Gear, một thương hiệu sneaker nổi tiếng được sản xuất bởi Nike[3]
- "Beaters" - Những đôi giày sneaker được sử dụng bất chấp việc chúng trở nên nhàu nát, trầy xước, ố bẩn và có mùi. Chúng thậm chí còn được coi là có "chất" hơn khi có những vết bẩn và bị trầy xước.[3]
- "Bred" – Giày sneaker màu đỏ và đen[3]
- "B Grade" – Những đôi giày được dùng để trưng bày trong cửa hàng, vì thế nếu bán sẽ được bán với mức giá thấp hơn[4]
- "Coke whites" – Giày sneaker có màu trắng tinh khôi[3]
- "Crispy" – sạch[3]
- "Colorway" (Phối màu) - Sự kết hợp giữa các màu sắc và biểu tượng trên đôi giày sneaker
- "Cop" (sử dụng như một động từ) – Chỉ việc mua lại
- "Cozy boy" - Thời trang nhưng vẫn thoải mái[3]
- "Deadstock" – Đôi giày sneaker chưa từng được sử dụng[3]
- "Deubre - Phần tag ở trên dây giày, phổ biến với dòng giày Air Force One
- "Dope" – Thời trang
- "Double up" - Mua hai đôi giày giống hệt nhau[3]
- "Drop" - Chỉ ra mắt một mẫu giày sneaker mới[5]
- "Feezy" - Đôi giày Yeezy nhái
- "Fire" – Rất tốt[3]
- "Fresh" – Mới và "ngầu"[3]
- "Fugazi" – Giày nhái
- "Goat" (viết tắt của Greatest of all time) - Xuất sắc nhất mọi thời đại[3]
- "Garms" – clothes[3]
- "Grail" – Đôi giày sneaker rất hiếm
- "GR" (Viết tắt của General release) - Chỉ mẫu giày phổ biến, được phát hành rộng rãi
- "Gum sole" - Đôi giày có đế cao su cứng[3]
- "Gutties" - Từ lóng Scotland dành cho giày thể thao/sneaker
- "Heat" – Chỉ đôi giày hiếm và có ngoại hình thu hút
- "Hypebeast" – Những người sống theo xu hướng, chỉ mua những loại quần áo mới nhất được ra mắt. Các hypebeast thường sẽ mua bất cứ thứ gì mà những người nổi tiếng đang mặc và có thể mua những món đồ giống hệt của các ngôi sao như Kanye West.
- "High Top" - Đôi giày cao cổ.[3]
- "J's" - Một cách gọi khác của thương hiệu giày Jordan
- "JB" - Logo của thương hiệu Jordan (xem bên dưới)[3]
- "Jumpman" (Người bật nhảy) – Dùng để chỉ vận động viên bóng rổ Michael Jordan, hoặc cũng có thể chỉ logo của dòng giày Jordan miêu tả cảnh Michael bật nhảy trên không trung.[3]
- "Ice" – Đôi giày sneaker có đế trong suốt
- "Instacop" – Mua một thứ gì đó mà không có kế hoạch từ trước[3]
- "Kicks" – Giày
- "L" – Không thể mua được
- "Lit up" – Tuyệt vời[3]
- "Lows" - Chỉ những đôi giày thấp cổ [3]
- "Nib" – Đôi giày mới trong hộp, chưa được đi
- "OG" – Nguyên bản
- "Quickstrikes" – Những đôi giày sneaker phiên bản giới hạn chỉ phát hành trong một khu vực nào đó, đặc biệt là những đôi giày của Nike,[6] thường rất được ưa chuộng[7] bởi những người sưu tầm sneaker ở Mỹ.[8]
- "Reseller" – Một người hoặc một tổ chức mua những giày mới với số lượng lớn để sau đó bán lại nhằm thu lợi nhuận[9]
- "Red October" - Giày sneaker hoàn toàn là màu đỏ[3]
- "Sitting" – Dùng để chỉ những đôi giày được sản xuất với số lượng lớn và không bán được
- "Steezy" – Thời trang, cá tính[3]
- "Tonal" - Những đôi giày chỉ có độc một màu duy nhất.[3]
- "Unauthorised" – Không chính hãng[10]
- "VNDS" (viết tắt của Very Near Deadstock) - chỉ những đôi giày có chất lượng tốt, gần như là chưa được sử dụng bao giờ [3]
- "W" - Mua lại thành công
- "Wild" – Tuyệt vời[3]
- "Yeezy" – Những đôi giày sneaker được thiết kế bởi rapper Kanye West[11]